# 民國百年蟲

民國百年蟲問題演示：上面2行所顯示的日期時間無民國百年蟲問題，下面2行所顯示的日期時間有民國百年蟲問題

民國百年蟲問題，或称民國一百年問題、民國一百年年序問題，通常簡稱百年蟲，是指一般由中華民國開發以民國紀年的正體中文的電腦軟件系統，因為程式設計上的問題，使電腦在處理民國一百年（公元2011年）以後的日期可能會出現錯誤或無法正常操作。

## 原因
一些以中華民國曆紀年的電腦軟件系統，只使用2個位來表示年份，導致無法表達和處理民國100年後的數字。

## 案例
部分未更新的電子告示牌及電子時鐘在民國一百年的元旦，年份欄位出現00或其他無法顯示100的特殊情形，也有iPhone的使用者表示其內建的鬧鐘無法在2011年1月1日發聲。

## 外部連結
- 民國百年年序問題服務網
- 因應資訊系統民國百年年序問題服務網